# 致死率
致死率，或稱病例死亡率（Case fatality ratio）、致命率、病死率，在流行病学中指一定时期内某种疾病確診個案中死亡者所占的比例，这不同于感染者死亡率/比（英語：Infection fatality rate/ratio, IFR），后者指所有感染者中死亡者所占的比例（包括接觸病原體但無症狀及未确诊病患）。例如，每年致死率为9/10000意思是，在特定一年中每10000名被确诊为患某病的患者中，平均有9人因得此病死亡。
对于正处于流行阶段，實時觀測之致死率（“死亡人数/确诊人数”）并不是最终准确的致死率，譬如一些确诊病患的死亡滯後，而英國採用“不論原因死亡人数/（死亡人数+28日後生還人數）”之計算方法可修正偏差。

## 流行病案例

### 2019冠状病毒病
2019冠状病毒病（COVID-19）的致死率（CFR）因地区的不同相差甚大，依据世界卫生组织，截止2020年8月各国对该病致死率的估计值从低于0.1%到超过25%不等，并强调“出于多种原因，很难对各国估算的CFR进行比较”。COVID-19目前正处于流行阶段，并无最终准确的病死率；截止2021年3月28日，依据Worldometer实时数据，经初步修正后的致死率=“死亡人数/（死亡人数+痊愈人数）”约为2.65%。

### 流感
西班牙流感的致死率2%-3%（也有估计高于10%），亚洲流感的致死率为0.3%-0.67%（也有估计低于0.2%），香港流感的病死率为0.1%-0.5%，其它流感的致死率则小于0.1%。2009年H1N1流感大流行中，甲型H1N1流感（“猪流感”）的致死率約為0.02%。

### 其它
扎伊尔埃博拉病毒是最致命的病毒之一，埃博拉的致死率可达90%（25%-90%）。
狂犬病毒也是极度致命的病毒之一，如果一个未接种疫苗的个体感染狂犬病又未进行预防性治疗的话，人类患上狂犬病的致死率几乎可达100%。
朊毒体由于生物性质特殊，由其造成的传染性海绵状脑病致死率是真正的100%，无药可救。